# Mémoire en détention
 (décembre 2023).
La mise en forme du texte ne suit pas les recommandations de Wikipédia : il faut le « wikifier ».
Les points d'amélioration suivants sont les cas les plus fréquents. Le détail des points à revoir est peut-être précisé sur la page de discussion.
- Les titres sont pré-formatés par le logiciel. Ils ne sont ni en capitales, ni en gras.
- Le texte ne doit pas être écrit en capitales (les noms de famille non plus), ni en gras, ni en italique, ni en « petit »…
- Le gras n'est utilisé que pour surligner le titre de l'article dans l'introduction, une seule fois.
- L'italique est rarement utilisé : mots en langue étrangère, titres d'œuvres, noms de bateaux, etc.
- Les citations ne sont pas en italique mais en corps de texte normal. Elles sont entourées par des guillemets français : « et ».
- Les listes à puces sont à éviter, des paragraphes rédigés étant largement préférés. Les tableaux sont à réserver à la présentation de données structurées (résultats, etc.).
- Les appels de note de bas de page (petits chiffres en exposant, introduits par l'outil «  Source ») sont à placer entre la fin de phrase et le point final[comme ça].
- Les liens internes (vers d'autres articles de Wikipédia) sont à choisir avec parcimonie. Créez des liens vers des articles approfondissant le sujet. Les termes génériques sans rapport avec le sujet sont à éviter, ainsi que les répétitions de liens vers un même terme.
- Les liens externes sont à placer uniquement dans une section « Liens externes », à la fin de l'article. Ces liens sont à choisir avec parcimonie suivant les règles définies. Si un lien sert de source à l'article, son insertion dans le texte est à faire par les notes de bas de page.
- La présentation des références doit suivre les conventions bibliographiques. Il est recommandé d'utiliser les modèles {{Ouvrage}}, {{Chapitre}}, {{Article}}, {{Lien web}} et/ou {{Bibliographie}}. Le mode d'édition visuel peut mettre en forme automatiquement les références.
- Insérer une infobox (cadre d'informations à droite) n'est pas obligatoire pour parachever la mise en page.

Pour une aide détaillée, merci de consulter Aide:Wikification.
Si vous pensez que ces points ont été résolus, vous pouvez retirer ce bandeau et améliorer la mise en forme d'un autre article.
Pour plus de détails, voir Fiche technique et Distribution.
Mémoire en détention ( ذاكرة معتقلة, Dhakira Mou’taqala) est un film marocain sorti en 2004, réalisé par Jilali Ferhati.

## Synopsis
Le jour de sa sortie de prison, Zoubeir, jeune délinquant, reçoit la mission de prendre soin de Mokhtar, détenu devenu amnésique après des années de détention durant les années de plomb. Ensembles, ils vont tenter de retracer son parcours oublié, en convoquant également les souvenirs du père de Zoubeir, prisonnier politique mort en détention.

## Fiche technique
- Titre : Mémoire en détention
- Titre original : ذاكرة معتقلة, (Dhakira Mou’taqala)
- Réalisation : Jilali Ferhati
- Adaptation des dialogues et textes : Fatema Loukili
- Son : Eric Vaucher
- Musique : Ali & Hassan Souissi
- Montage : Ali Benchekroun
- Genre : comédie dramatique
- Pays d'origine : Maroc
- Durée : 94 minutes
- Format : 35 mm
- Production :  Héraclès Production (Maroc), MPS-Cinéma
- Budget : 6 millions de dirhams

## Autour du film
•Le film est considéré comme l'un des films marocains les plus fidèles dans la représentation des années de plomb.
•Bien que le réalisateur joue le rôle de Mokhtar, il ne s'agit pas d'une œuvre autobiographique. En effet, Jilali Ferhati ne se trouvait pas au Maroc mais en France à cette période, même s'il avait des proches ayant souffert de la répression.
•Le film fait référence, sans la nommer directement, à l'Instance Équité et Réconciliation, qui avait pour objectif de documenter les cas de torture et de violation des droits humains sous le règne de Hassan II.
•Le film a été tourné à Ben Slimane, Casablanca, Rabat, Assilah et Ksir Sghir.

## Récompenses
• Festival International de films du Caire 2004, Meilleur Scénario
• Festival International du film méditerranéen de Tétouan 2005, Grand prix de la ville de Tétouan
• Festival du film arabe de Rotterdam 2005, Grand Prix
• Festival International du Film de Rabat 2005, Prix Spécial du Jury

## Sources
- Le Matin, 2005
- Aujourd'hui
- Orlando, Valérie K. « Prison, Torture, and Testimony: Retelling the Memories of the Lead years. », Screening Morocco (pp. 101-22). 2011
- IMA